# Adolf Hansen
Adolf Hansen, född 22 januari 1936, död 8 september 2002, var en färöisk politiker.
Han grundade Fiskivinnuflokkurin, som senare gick samman med Framburðsflokkurin och bildade Framburðs- og fiskivinnuflokkurin (FFF). Partiet skulle slutligen komma att heta Kristiligi Fólkaflokkurin, Føroya Framburðs- og Fiskivinnuflokkur (KFFFF) sedan ytterligare en grupp anslutit sig.
I samband med regeringsförhandlingarna 1984-1985 hoppade Hansen av KFFFF och bildade Framsóknarflokkurin, som i cirka ett halvår skulle representeras i landsstyret av Karoline Petersen. Framsóknarflokkurin har aldrig blivit invalt i lagtinget i ett allmänt val.